# 原発性アメーバ性髄膜脳炎
原発性アメーバ性髄膜脳炎（げんぱつせいアメーバせいずいまくのうえん、Primary Amoebic Meningoencephalitis, PAM）は、フォーラーネグレリア(Naegleria fowleri)と呼ばれるアメーバが原因となり、髄膜と脳組織に炎症を引き起こす、希少で重篤な感染症である。また、ほとんどの患者は健常な小児または若年成人である。

## 感染経路
フォーラーネグレリア(Naegleria fowleri)は、汚染された水が鼻腔に入ることで感染する。通常、湖、川、水泳やダイビング時に起こる。鼻腔から嗅神経を通じて脳に移動し、脳組織に感染する。脳組織に侵入すると、激しい炎症を引き起こし、髄膜脳炎（meningoencephalitis）を引き起こす。

## 症状
初期症状は、発症後1～9日以内に高熱、激しい頭痛、吐き気、嘔吐、首のこり、ときに嗅覚および味覚の変化が現れるとされている。症状が進行すると、行動異常、幻覚、痙攣、失語症、運動障害が現れるようになる。終末期には、脳圧の上昇に伴い、脳ヘルニアが発生し、呼吸不全や昏睡状態に至る。適切な治療が行われない場合、通常は発症から7〜10日以内に死亡する。

## 診断
脳脊髄液（CSF）を採取し、顕微鏡検査でアメーバを確認。特に湿性固定標本での直接観察や、染色（例：トリパンブルー染色）による観察が行われる。脳脊髄液検査や特定の検査は、他の原因を除外するために必要であるが、特異性が低いため、診断を確定するのは難しい場合がある。

## 治療
抗リーシュマニア薬であるミルテホシン（miltefosine）を組み込むことが推奨されている。この薬剤は他の薬剤と併用することで、原発性アメーバ性髄膜脳炎の治療に成功している。さらに、ミルテホシン（miltefosine）はバラムチア（Balamuthia）およびアカントアメーバ（Acanthamoeba）による脳炎の治療にも利用され、その治療効果が確認されている。
以下は、他の抗微生物薬としてaegleria属原虫に対する併用治療レジメンに使用されるものである。
- アムホテリシンB (静脈注射および髄腔内注射）
- リファンピシン
- アゾール系薬（フルコナゾール、ボリコナゾール、またはケトコナゾール）
- アジスロマイシン

痙攣発作および脳浮腫を管理するために、抗てんかん薬やデキサメタゾンが必要になることがある。
治療は非常に難しく、早期診断と治療が重要であるが、それでも死亡率は依然として高いとされている。

## 予後
治療を受けても多くの患者が数日から二週間以内に死亡する。治療が成功するケースは非常に稀である。
稀な生存例では、早期発見と迅速な治療が鍵となる。成功したケースでは、複数の抗アメーバ薬の併用と積極的な対症療法がおこなわれている。